# Лук акака
Лук акака (лат. Allium akaka) — многолетнее травянистое растение, вид рода Лук (Allium) семейства Луковые (Alliaceae).

## Распространение и экология
В природе ареал вида охватывает Закавказье, северные районы Ирака, северо-западные районы Ирана и восточные районы Турции.
Произрастает на каменистых сухих местах.

## Ботаническое описание
Луковица шаровидная, диаметром 1,5—2,5 см; наружные оболочки черноватые, бумагообразные. Стебель толстый, высотой 5—15 см, до половины погружен в землю, короче листьев.
Листья в числе одного—двух, шириной 2—6 мм, продолговатые или эллиптические, по краю шероховатые.
Чехол в два—три раза короче зонтика, коротко заострённый. Зонтик пучковато-полушаровидный или полушаровидный, многоцветковый. Цветоножки немного или в полтора раза длиннее околоцветника, равные. Листочки почти звёздчатого околоцветника розоватые, с более тёмной жилкой, линейные, островатые, жёсткие, после цветения вверх торчащие, длиной 7—8 мм. Нити тычинок в два раза короче листочков околоцветника, при основании между собой и с околоцветником сросшиеся, треугольно-шиловидные.
Коробочка в два раза короче околоцветника.

## Таксономия
Вид Лук акака входит в род Лук (Allium) семейства Луковые (Alliaceae) порядка Спаржецветные (Asparagales).
|  |                                      |  |                                                             |                                                             |                   |  | ещё 24 семейства (согласно Системе APG II) | ещё 24 семейства (согласно Системе APG II) |                     |  |  |  | ещё более 870 видов |
|  |                                      |  |                                                             |                                                             |                   |  | ещё 24 семейства (согласно Системе APG II) | ещё 24 семейства (согласно Системе APG II) |                     |  |  |  | ещё более 870 видов |
|  |                                      |  |                                                             | порядок Спаржецветные                                       |                   |  |                                            |                                            | род Лук             |  |  |  |                     |
|  |                                      |  |                                                             | порядок Спаржецветные                                       |                   |  |                                            |                                            | род Лук             |  |  |  |                     |
|  | отдел Цветковые, или Покрытосеменные |  |                                                             |                                                             | семейство Луковые |  |                                            |                                            | вид Лук акака       |  |  |  |                     |
|  | отдел Цветковые, или Покрытосеменные |  |                                                             |                                                             | семейство Луковые |  |                                            |                                            |                     |  |  |  |                     |
|  |                                      |  | ещё 44 порядка цветковых растений (согласно Системе APG II) | ещё 44 порядка цветковых растений (согласно Системе APG II) |                   |  |                                            | ещё около 300 родов                        | ещё около 300 родов |  |  |  |                     |
|  |                                      |  |                                                             | ещё 44 порядка цветковых растений (согласно Системе APG II) |                   |  |                                            |                                            | ещё около 300 родов |  |  |  |                     |